# Municipio de Makedonska Kamenica
El municipio de Makedonska Kamenica (en idioma macedonio: Општина Македонска Каменица) es uno de los ochenta y cuatro municipios en los que se subdivide administrativamente Macedonia del Norte. Su capital es Makedonska Kamenica.

## Geografía
Este municipio se encuentra localizado en el territorio que abarca la región estadística del este. 

## Población
La población de esta división administrativa se encuentra compuesta por un total de 8.110 personas (según las cifras que arrojaron el censo llevado a cabo en el año 2002). La superficie de este municipio abarca una extensión de territorio de unos 190,37 kilómetros cuadrados. Mientras que su densidad poblacional es de unos 43 habitantes por cada kilómetro cuadrado.
En la capital Makedonska Kamenica viven dos tercios de la población. El resto de la población se reparte en las siguientes pedanías: Dulitsa (Дулица), Kosevitsa (Косевица), Kostin Dol (Костин Дол), Lukovitsa (Луковица), Moshtitsa (Моштица), Sasa (Саса), Todorovtsi (Тодоровци) y Tsera (Цера).